# Silver Bowl 1975
Die Silver Bowl 1975 im Badminton fanden Ende April 1975 in Melbourne statt.

## Finalresultate
| Disziplin    | Sieger                      | Finalist                        | Ergebnis         |
| ------------ | --------------------------- | ------------------------------- | ---------------- |
| Herreneinzel | Tjun Tjun                   | Ross Livingston                 | 15–4, 15–8       |
| Dameneinzel  | Utami Dewi                  | Tati Sumirah                    | 6–11, 11–8, 11–5 |
| Herrendoppel | Bryan Purser Richard Purser | Saw Swee Leong Cheah Hong Chong |                  |
| Damendoppel  |                             |                                 |                  |